# Kemal Karpat
Kemal Haşim Karpat (ur. 15 lutego 1925 w Babadag, zm. 20 lutego 2019) – turecki politolog i historyk specjalizujący się w turkologii.

## Życiorys
Urodził się w rodzinie tureckiej zamieszkującej rumuńskie miasto Babadag. Ukończył studia prawnicze na Uniwersytecie Stambulskim, następnie kontynuował naukę w Stanach Zjednoczonych; obronił magisterium z dziedziny nauk politycznych na University of Washington oraz uzyskał doktorat na New York University.
Pracował dla Rady Gospodarczej i Społecznej Organizacji Narodów Zjednoczonych, był także wykładowcą na licznych uczelniach amerykańskich (m.in. Montana State University, New York University, University of Washington, University of Wisconsin-Madison, Uniwersytet Columbia, Uniwersytet Harvarda, Uniwersytet Johnsa Hopkinsa, Uniwersytet Princeton) i tureckich (m.in. Uniwersytet Bilkent, Uniwersytet Miejski w Stambule, Uniwersytet Techniczny Bliskiego Wschodu, Uniwersytet w Ankarze), a także wykładała w paryskiej École des hautes études en sciences sociales. W 2003 roku przeszedł na emeryturę.
Zmarł 20 lutego 2019 roku, pięć dni później odbył się jego państwowy pogrzeb; Karpat został pochowany nieopodal meczetu Fatih w Stambule. Na jego pogrzebie obecny był prezydent Turcji Recep Tayyip Erdoğan.
Redaktor naczelny czasopisma „International Journal of Turkish Studies”. Został uhonorowany nagrodą TBMM Onur Ödülü.

## Wybrane prace naukowe[1]
- İslam'ın Siyasallaşması: Osmanlı Devleti'nin Son Döneminde Kimlik, Devlet, İnanç ve Cemaatin Yeniden Yapılandırılması
- Ortadoğu'da Osmanlı Mirası ve Ulusçuluk
- Osmanlı Geçmişi ve Bugünün Türkiye'si
- Osmanlı Modernleşmesi Toplum, Kurumsal Değişim ve Nüfus
- Osmanlı Nüfusu (1830-1914) Demografik ve Sosyal Özellikleri
- Osmanlı ve Dünya Osmanlı Devleti ve Dünya Tarihindeki Yeri
- Osmanlı'da Değişim Modernleşme ve Uluslaşma
- Osmanlı'dan Günümüze Elitler ve Din
- Osmanlı’dan Günümüze Kimlik ve İdeoloji
- Ottoman Borderlands: Issues, Personalities, and Political Changes
- Ottoman Population, 1830–1914. Demographic and Social Characteristics
- Türkiye'de Siyasal Sistemin Evrimi 1876-1980